# Polygala mariana
Polygala mariana är en jungfrulinsväxtart som beskrevs av P. Mill.. Polygala mariana ingår i släktet jungfrulinssläktet, och familjen jungfrulinsväxter. Inga underarter finns listade i Catalogue of Life.